# Municipio de Seyé
El municipio de Seyé es uno de los 106 municipios del estado mexicano de Yucatán. Su cabecera municipal es la localidad homónima de Seyé.

## Toponimia
El nombre del municipio, Seyé, significa en lengua maya Escalera pequeña.

## Colindancia
El municipio de Seyé se ubica en la región centro del estado dentro de la denominada zona henequenera de Yucatán. Colinda al norte con Tixkokob, al sur con Cuzamá, al este con los municipios de Homún, Hocabá y Tahmek, al oriente con  Tixpéhual y Acanceh.

## Datos históricos
- La población de Seyé, cabecera municipal, se sabe existía antes de la conquista de Yucatán.
- En la época prehispánica perteneció al cacicazgo de Hocabail-Homún.
- Durante la colonia se estableció, como en toda la región, el régimen de la encomienda y en 1579 estuvo a cargo de Alonso de Rojas.
- 1607: se entregó a Joaquín Gómez con 256 indígenas.
- En 1647 a Antonio Gómez Pacheco.
- En 1688 a Pablo de Aguilar.
- 1825: Seyé se integró al partido de Beneficios Bajos, cuya cabecera era Sotuta.
- 1921: Seyé fue elevado al rango de municipio libre.

## Economía
El quehacer productivo del municipio de Seyé estuvo basado en la agroindustria henequenera durante muchos años. La región en la que se ubica el municipio fue eminentemente productora de henequén. Al cabo del tiempo y con la declinación de esta actividad los habitantes del municipio tuvieron que diversificar sus cultivos abandonando paulatinamente la siembra y el cultivo del agave.
En la actualidad queda algo del cultivo tradicional pero el municipio produce ahora prioritariamente el máiz, el frijol, algunas variedades de chiles, hortalizas y algo de cítricos, principalmente naranja.
También se da la cría de ganado bovino y porcino, así como aves de corral.

## Atractivos turísticos
- Arquitectónicos: Son atractivos tanto el edificio de las autoridades municipales como el templo católico de San Bartolomé, ambos de la época colonial.

- Fiestas populares: del 23 al 27 de agosto se lleva a cabo la fiesta en honor de san Bartolomé. Se realizan ceremonias religiosas y actos profanos como corridas de toros, y las tradicionales vaquerías.